# ZŠ Tomáše Šobra
Základní škola Tomáše Šobra v Písku je škola pavilónového typu. Okolí školy se vyznačuje rozsáhlým sportovním areálem a zelení. Byla postavena v letech 1976–1977 podle návrhu architektů Jana Franty a Stanislava Hanzala v místě původní pily. Nese jméno píseckého starosty Tomáše Šobra. Při svém vzniku označována jako Základní devítiletá škola.

## Galerie

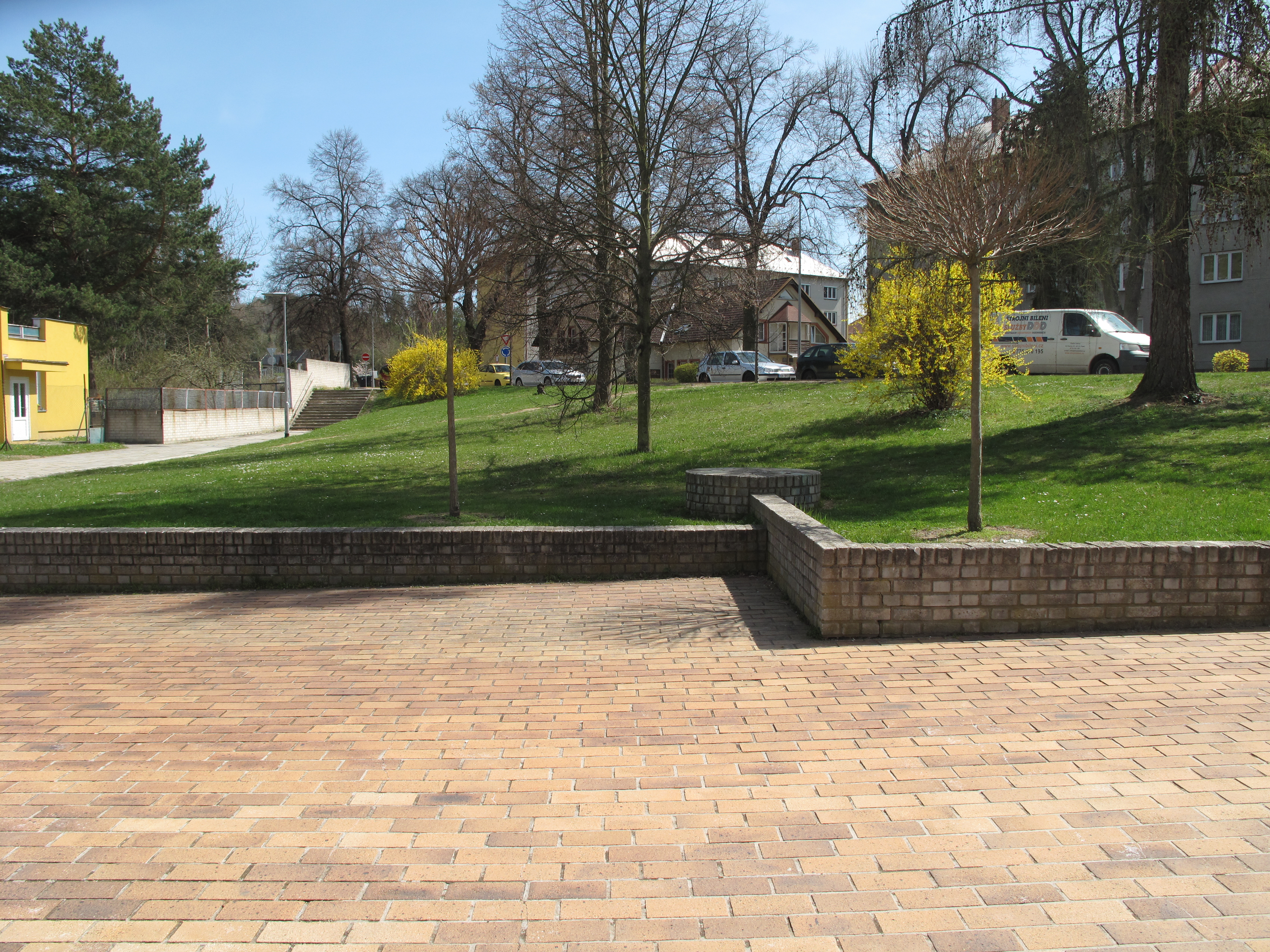
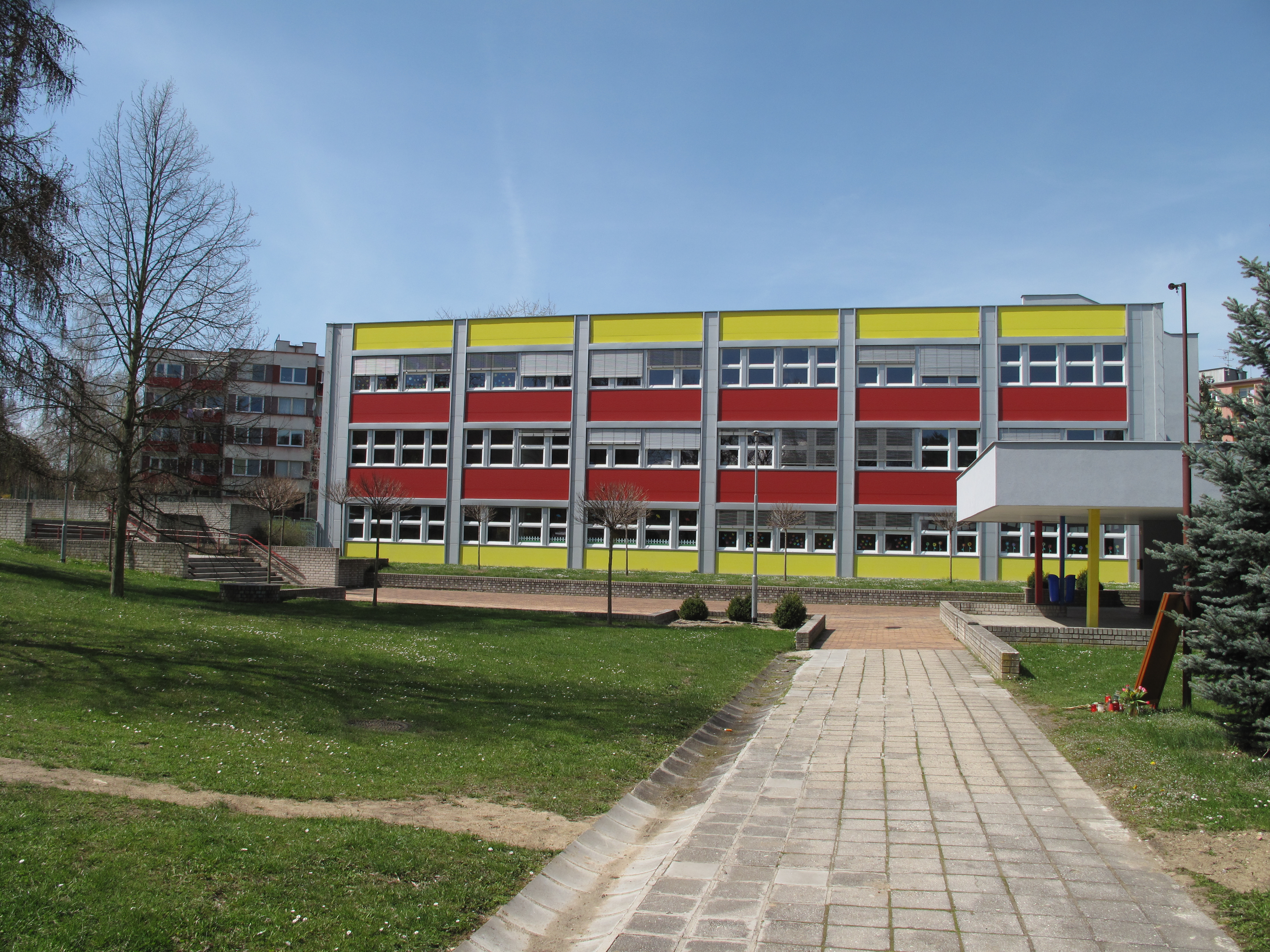
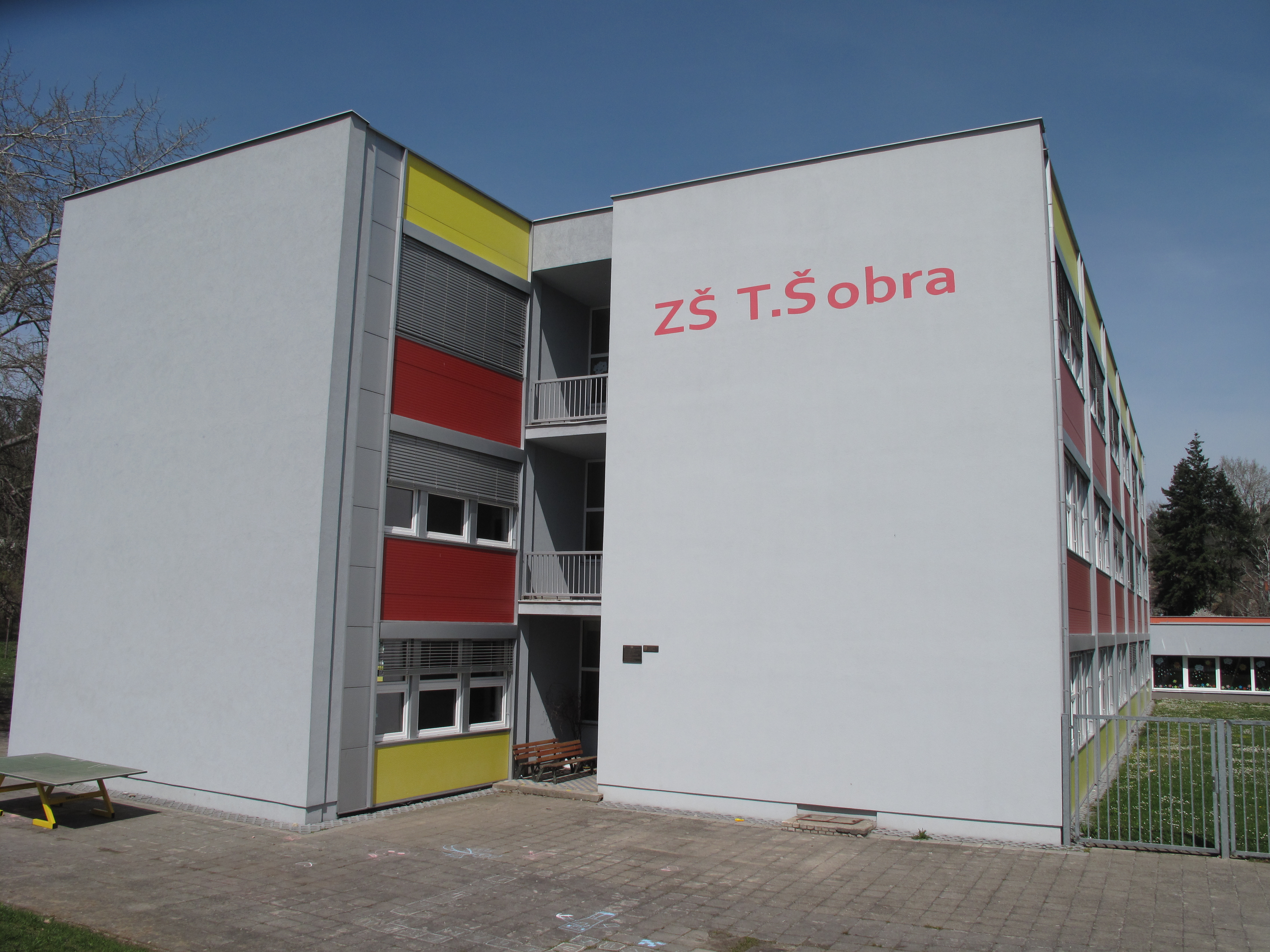
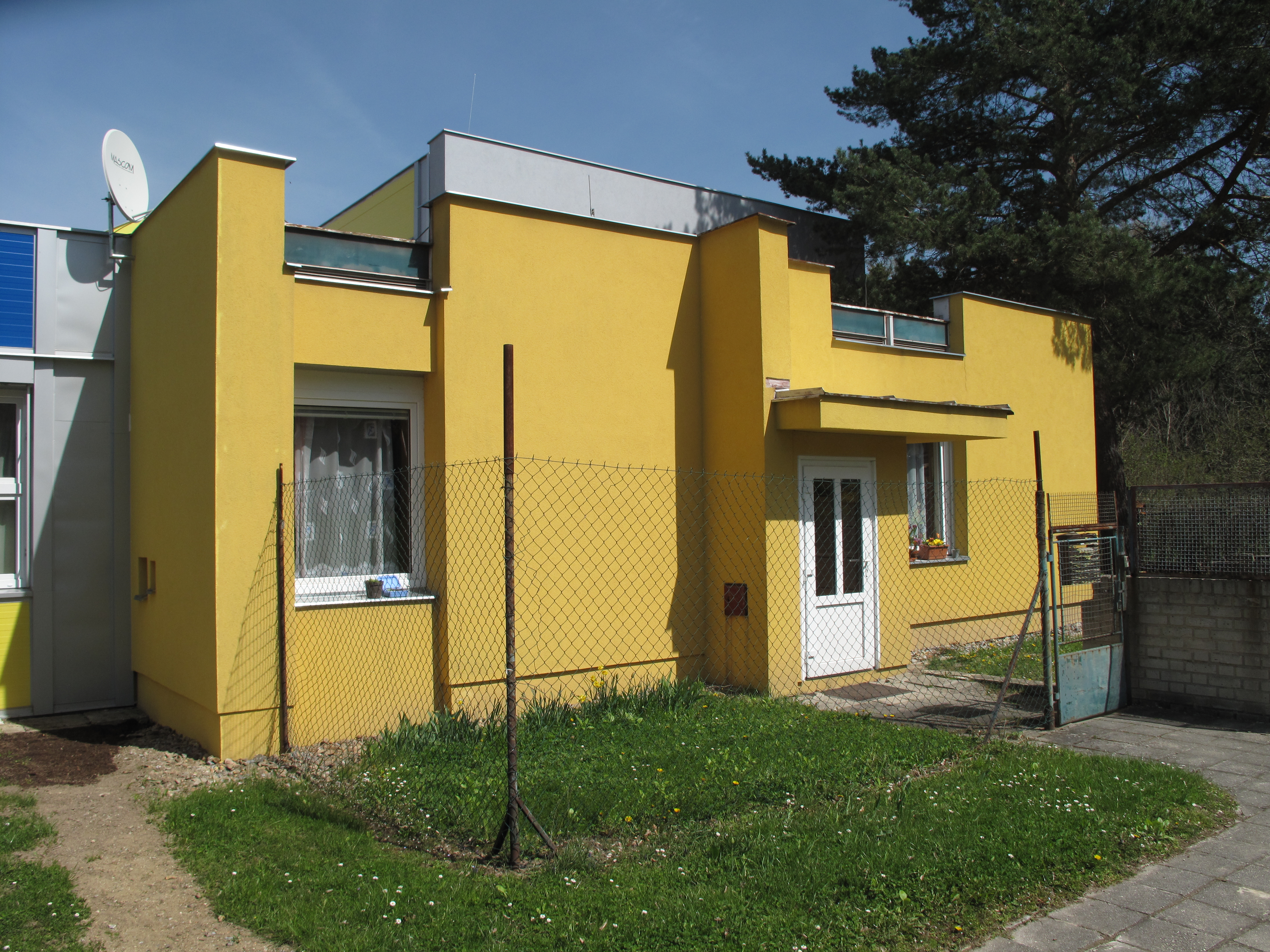
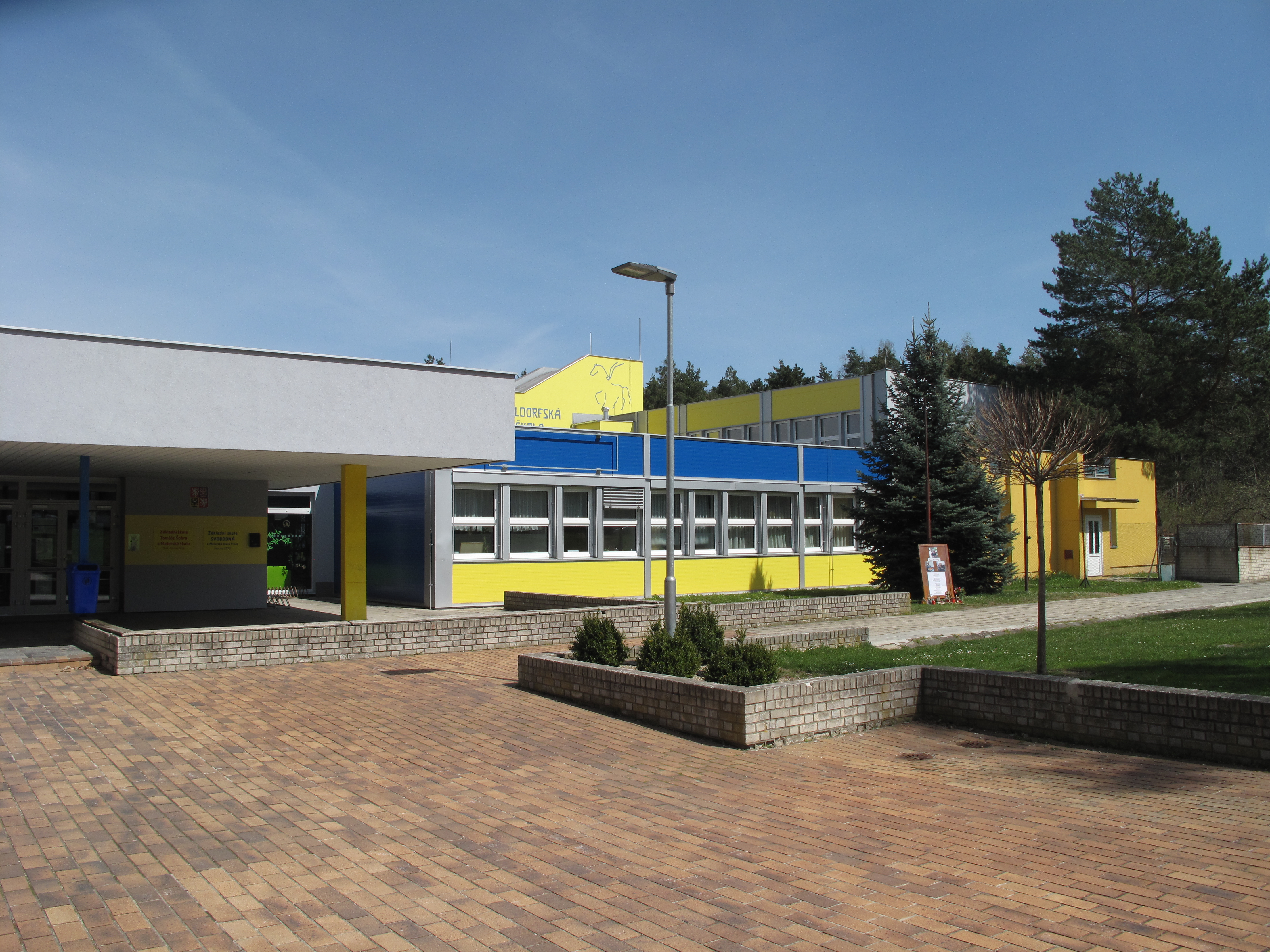